# Universe Today
Universe Today (Всесвіт сьогодні, UT) — це популярний сайт з новинами та цікавинками про космос та астрономію. Ресурс засновано в 1999 році.
Сучасний формат було введено 24 липня 2003 року, в його основу лягло обговорення новин про астрономію і подій, пов'язаних з космосом. У вересні 2005 року форум з UT було об'єднано з Bad Astronomy, як частину форуму BAUT. 
Емілі Лакдавалла заявила, що вона любить цей ресурс та Bad Astronomy за їх незалежний погляд на новини та цікаві історії про космос.

### Статті
Статті публікуються командою адміністраторів: це космічні новини, опис космічних явищ, зірки на планети тощо. Подкаст і частина новин публікується автором сайту, Фрейзером Кейном.

## Мобільний додаток
На сайті можна купити власний платний додаток «Фази місяця», який працює на Android та iOS. Він показує фази місяця, має функцію тривимірних шпалер, фотографії місяця тощо. Вартість програми − близько 2,3 євро. Українська локалізація на разі відсутня.

## Публікації
Universe Today випустив дві книги, що видані як у електронна книга та у друкованій формі:
- Plotner, Tammy; Barbour, Jeff (2006). What's Up 2006: 365 Days of Skywatching (PDF). ISBN 978-1-4116-8287-0. Архів оригіналу (PDF) за 4 березня 2016. Процитовано 1 січня 2016.
- Plotner, Tammy (2006). What's Up 2007: 365 Days of Skywatching. ISBN 978-0-9782214-0-9.

## Читайте також
- Подкаст про астрономію
- Bad Astronomy